# لويس هورن
لويس هورن (بالإنجليزية: Louis Horne)‏ (28 مايو 1991 في المملكة المتحدة - ) هو لاعب كرة قدم بريطاني في مركز الدفاع. لعب مع برادفورد سيتي ونادي اتحاد مانشستر وBuxton F.C. ‏ ونادي جوول ‏ ونورثويتش فيكتوريا ونادي بارو وهنكلي يونايتد ‏ وVauxhall Motors F.C. ‏ وفليتوود تاون وإف سي هاليفاكس تاون.

## وصلات خارجية
- لويس هورن على موقع قاعدة بيانات كرة القدم.إي يو (الإنجليزية)
- لويس هورن على موقع Soccerbase.com (لاعب) (الإنجليزية)